# Ferrari 126 C2B
Chronologie des modèles (1983)
Ferrari 126 C2 Ferrari 126 C3
La Ferrari 126 C2B est une monoplace de Formule 1 engagée par la Scuderia Ferrari dans le cadre du championnat du monde 1983. Elle est pilotée par Patrick Tambay et René Arnoux.

## Création de la monoplace
Évolution de la 126 C2, la Ferrari 126 C2B est également conçue par l'ingénieur Harvey Postlethwaite. Elle répond au nouveau règlement qui interdit les bas de caisse à effet de sol et impose un fond plat. Pour compenser l'adhérence perdue, un petit aileron en forme de sabot est placé au-dessus de chaque roue arrière. La déportance ainsi générée doit améliorer le comportement du châssis qui subit le fort couple du propulseur suralimenté. Le moteur V6 muni de deux turbocompresseurs KKK est le même que celui de la 126 C2. Il délivre 580 ch. La monocoque est un composite constitué de kevlar, de fibre de carbone, et d'aluminium, matériau abandonné à partir de la Ferrari 126 C3.

## Historique en course
Dès le Grand Prix des États-Unis Ouest, deuxième manche de la saison, la 126 C2B apparaît performante : les Ferrari monopolisent la première ligne sur la grille de départ. Parti en pole position et en tête de la course, Patrick Tambay s'accroche avec Keke Rosberg au vingt-cinquième tour et abandonne,,,. Dixième du Grand Prix précédent, René Arnoux termine la course troisième alors qu'il est cinquième à la fin du premier tour.
Après un Grand Prix de France en retrait, la 126 C2B retrouve de la compétitivité à Imola : troisième des qualifications, Tambay remporte l'épreuve tandis qu'Arnoux, auteur de la pole position, se classe troisième,. 
Qualifié deuxième et après un départ difficile, Arnoux abandonne dès le sixième tour du Grand Prix de Monaco où Tambay marque les points de la quatrième place,,. À Spa-Francorchamps, Arnoux, victime d'un problème moteur, renonce vers la mi-course ; Tambay profite des ennuis mécaniques d'Andrea De Cesaris pour finir deuxième après avoir dépassé Nelson Piquet,. 
Malgré des essais qualificatifs satisfaisants, le Grand Prix des États-Unis Est est décevant pour Ferrari. À la suite d'un problème électrique sur sa voiture, Arnoux, en  pole position, abandonne pour la troisième fois consécutive. Tambay, troisième, cale sur la grille de départ et est contraint de se retirer d'une course marquée par deux dernières victoires dans la discipline : celle de l'écurie Tyrrell et celle d'un moteur atmosphérique avant l'interdiction des turbocompresseurs en 1989,,.
Pour sa dernière apparition, à l'occasion du Grand Prix du Canada, la 126 C2B se montre dominatrice. René Arnoux réalise la pole position et mène soixante-six des soixante-dix tours pour remporter l'épreuve,,. Auteur du quatrième temps en qualifications, Patrick Tambay prend les commandes pendant un tour, se classe troisième et réalise le meilleur tour en course,. À partir du Grand Prix de Grande-Bretagne, la 126 C2B est remplacée par la Ferrari 126 C3, qui dispose d'un moteur plus puissant et d'une monocoque plus légère.
Avec notamment deux victoires et quatre autres podiums lors des huit premières manches de la saison, la 126 C2B permet à Ferrari de conserver le titre de champion du monde des constructeurs. À son volant, Tambay et Arnoux marquent 44 des 89 points inscrits par l'écurie en 1983.

## Résultats en championnat du monde de Formule 1
| Saison | Écurie                     | Moteur                | Pneus    | Pilotes        | Courses | Courses | Courses | Courses | Courses | Courses | Courses | Courses | Courses | Courses | Courses | Courses | Courses | Courses | Courses | Points inscrits | Classement |
| Saison | Écurie                     | Moteur                | Pneus    | Pilotes        | 1       | 2       | 3       | 4       | 5       | 6       | 7       | 8       | 9       | 10      | 11      | 12      | 13      | 14      | 15      | Points inscrits | Classement |
| ------ | -------------------------- | --------------------- | -------- | -------------- | ------- | ------- | ------- | ------- | ------- | ------- | ------- | ------- | ------- | ------- | ------- | ------- | ------- | ------- | ------- | --------------- | ---------- |
| 1983   | Scuderia Ferrari SpA SEFAC | Ferrari V6 Tipo 021 T | Goodyear |                | BRÉ     | EUO     | FRA     | SMR     | MON     | BEL     | EUE     | CAN     | GBR     | ALL     | AUT     | P-B     | ITA     | EUR     | AFS     | 89*             | Champion   |
| 1983   | Scuderia Ferrari SpA SEFAC | Ferrari V6 Tipo 021 T | Goodyear | Patrick Tambay | 5e      | Abd     | 4e      | 1er     | 4e      | 2e      | Abd     | 3e      |         |         |         |         |         |         |         | 89*             | Champion   |
| 1983   | Scuderia Ferrari SpA SEFAC | Ferrari V6 Tipo 021 T | Goodyear | René Arnoux    | 10e     | 3e      | 7e      | 3e      | Abd     | Abd     | Abd     | 1er     |         |         |         |         |         |         |         | 89*             | Champion   |

Légende : ici
* Quarante-cinq points inscrits par la Ferrari 126 C3.